# Монкебійський сільський округ
Монкебі́йський сільський округ (каз. Мөңке би ауылдық округі, рос. Монкебийский сельский округ) — адміністративна одиниця у складі Шалкарського району Актюбінської області Казахстану. Адміністративний центр та єдиний населений пункт — село Монке-бі.
Населення — 1101 особа (2021; 1172 у 2009, 1166 у 1999, 1469 у 1989).
Станом на 1989 рік існувала Берчогурська сільська рада (села Абді, Алкельді, Каїр). Села Абді та  Алкелди були ліквідовані згідно з рішенням масліхату Актюбінської області від 5 грудня 2007 року №30 та постановою акімату Актюбінської області від 5 грудня 2007 року №396.

## Склад
До складу округу входять такі населені пункти:
| Населений пункт | Колишні назви | Населення, осіб (1989) | Населення, осіб (1999) | Населення, осіб (2009) | Населення, осіб (2021) |
| --------------- | ------------- | ---------------------- | ---------------------- | ---------------------- | ---------------------- |
| Абді, село      | -             | 170                    | 0                      | -                      | -                      |
| Алкелди, село   | Алкельді      | 234                    | 0                      | -                      | -                      |
| Монке-бі, село  | Каїр          | 1065                   | 1166                   | 1172                   | 1090                   |
| --Кумшокат      | -             | -                      | -                      | -                      | 1                      |
| --Талдикудик    | -             | -                      | -                      | -                      | 10                     |